# Natura 2000-område nr. 130 Teglstrup Hegn og Hammermølle Skov
Natura 2000-område nr. 130 Teglstrup Hegn og Hammermølle Skov ligger i morænelandskabet mellem Helsingør og Ålsgårde på Nordsjælland. Det strækker sig sydpå fra Øresundskysten. Det består af et habitatområde H114 og har et areal på 896 hektar og det meste af området er statsejet og er en del af Nationalpark Kongernes Nordsjælland.

## Områdebeskrivelse
Jordbunden er stedvis sandet og næringsfattig, og terrænet danner flere steder højderygge hvorimellem der ligger ofte langstrakte søer og moser.
Det naturmæssigt rige og varierede område domineres af en varieret skov med gamle træer og bevoksninger en del steder.
Det rummer også ganske mange søer, hvoraf nogle tidligere blev reguleret til vandforsyning af
industri i Hellebæk, foruden åbne arealer med både næringsrige og meget næringsfattige moser. I området indgår desuden et stort åbent, tidligere dyrket, men nu mest græsklædt område i Hellebæk Kohave.
Kohaven græsses af kreaturer og græsningen omfatter tillige dele af skoven.
Området rummer skovtyper på både næringsrig, næringsfattig, våd og tør bund. I gamle hule træer,
der vokser med god lystilgang, er der bl.a. fundet den sjældne bille eremit og tidligere den lille stellas mosskorpion. Nogle steder, hvor skoven har morbund, vokser mosset grøn buxbaumia på skrænter langs skovvejene.
I Teglstrup Hegn ligger den næsten intakte, næringsfattige højmose Skidendam. Andre af moserne rummer sur, næringsfattig hængesæk eller kalkholdigt rigkær. På tør, sur bund findes enkelte artsrige overdrev og endog små hedearealer. Langs kysten findes et mindre åbent område af grå/grøn klit.
I området findes større og mindre søer af bl.a. sønaturtyperne brunvandet sø og [[søbred med
småurter]]. I flere af områdets vandhuller yngler der stor vandsalamander og mindst et sted stor
kærguldsmed.
I dele af området findes bestande af spidssnudet frø og utvivlsomt også af arter af flagermus. Disse arter indgår ikke i udpegningsgrundlaget for Natura 2000-området, men er generelt beskyttede efter andre regler (såkaldte bilag IV-arter). Der findes også rødlistede arter som moseperlemorsommerfugl, dværgvandnymfe og højmosemosaikguldsmed. Der yngler også sortspætte og lille flagspætte.
Natura 2000-området består af Habitatområde nr. H 114 og
ligger i Helsingør Kommune i Vandområdedistrikt II Sjælland i vandplanopland 2.3 Øresund 

## Fredninger
Ved Hellebækgård blev 446 ha fredet i 1950.

## Eksterne kilder og henvisninger
1. ↑  "Vandplan 2.3 Øresund" (PDF). Arkiveret fra originalen (PDF) 12. august 2018. Hentet 21. oktober 2018.
2. ↑  Om fredningen på fredninger.dk

- Kort over området på miljoegis.mim.dk
- Naturplanen Arkiveret 21. oktober 2018 hos  Wayback Machine
- Basisanalysen 2016-21 Arkiveret 21. oktober 2018 hos  Wayback Machine